# Ger, Garonne
Ger  este un râu cu o lungime de 37 km, care se află în Franța, el fiind un afluent al fluviului  Garonne. Râul are izvorul în munții Pirinei, mai precis la o altitudinea de 2030 m deasupra n.m. pe versantul de nordvest a piscului Cap de Gauch (2147 m) aproape de granița cu Spania. El irigă partea de nord a regiunii istorice Comminges după care în regiunea Pointis-Inard se varsă în  Garonne. Pe cursul lui se află localitățile: Razecueillé, Sengouagnet, Aspet, Soueich, Lespiteau, Rieucazé, Pointis-Inard.